# Президентские выборы на Кипре (1959)
Президентские выборы на Кипре прошли 13 декабря 1959 года стали первыми в истории страны. В выборах участвовали два кандидата: Макариос III, которого поддерживала организация ЭОКА, и Иоаннис Клеридес, поддерживаемый Прогрессивной партией трудового народа Кипра.
В результате выборов первым президентом Кипра стал архиепископ Макариос III, получивший поддержку 67 % избирателей. Явка составила 91,2 %. Макариос III занял свой пост 16 августа 1960 года.

## Результаты
| Кандидат                          | Голоса  | %    |
| --------------------------------- | ------- | ---- |
| Макариос III                      | 144 501 | 66,8 |
| Иоаннис Клеридес                  | 77 753  | 33,2 |
| Недействительные/пустые бюллетени | 1 702   | –    |
| Всего                             | 217 956 | 100  |
| Источник: Nohlen & Stöver         |         |      |